# Йоцич, Вера
Вера Йоцич (серб. Вера Јоцић, болг. Вера Йоцич; 21 августа 1923 — 23 мая 1944) — югославская македонская партизанка Народно-освободительной войны, Народный герой Югославии.

## Биография
Родилась 21 августа 1923 года в селе Синеглич близ Скопье в крестьянской семье. Окончила основную школу Скопье и три класса гимназии. Рано вступила в ряды революционного молодёжного движения города Скопье, увлеклась марксистской литературой и занялась пропагандой марксизма в Скопье и всей Македонии. В начале 1941 года вступила в Союз коммунистической молодёжи Югославии. Предчувствуя войну и грядущие разрушения, вместе с сестрой Видой отправились в Валево, где обе вступили в КПЮ.
До осени 1941 года Вера работала в партийной организации города Валево, а затем по распоряжению партии была зачислена в Ястребацкий партизанский отряд. Зимой 1942 года прибыла в Ниш, где занялась подготовкой добровольцев-антифашистов. Во второй половине 1942 года начала боевые действия на южноморавском направлении. В 1943 году она вернулась в Македонию, где была назначена на должность политрука Кумановского отряда. Во время формирования партизанского отряда имени Орце Николова была назначена заместителем политрука 3-го батальона отряда.
24 февраля 1944 года была назначена заместителем политрука 1-го батальона 3-й македонской ударной бригады. Участвовала в боях за Дреновик, Пелинцы, Ристовац и другие города. 20 мая её 1-й батальон вступил в бой близ Лисца на Осоговской равнине, прорываясь сквозь ряды болгарских регулярных войск. В том бою Вера получила множество ранений, а спустя три дня умерла на руках у партизан.

## Память
Указом Президиума Народной Скупщины СФРЮ от 20 декабря 1951 года была посмертно награждена званием Народного героя Югославии. В Скопье был поставлен мемориальный бюст, автором которого была родная сестра Видосава (Вида) Йоцич. Памятник также поставлен и в Македонске-Каменице.